# 犬死にせしもの
『犬死にせしもの』（いぬじにせしもの）は、西村望が1982年に発表した小説。発表当初のタイトルは『犬死にせしものの墓碑銘』だったが、文庫化の際に改題された。
1986年に映画化された。

## 映画
1986年4月19日公開。製作大映＝ディレクターズ・カンパニー、配給は松竹。今井美樹は映画初出演で、唯一のヌードを披露している。同時上映は『ジャズ大名』。

### キャスト
- 重左：真田広之
- 鬼庄：佐藤浩市
- 洋子：安田成美
- 岩テコ：平田満
- 伝次郎：堀弘一
- 千佳：今井美樹
- たえ：吉行和子
- 火つけ柴：蟹江敬三
- 猪狩：木之元亮
- 重左の母：中村玉緒
- 阿波政：西村晃

### スタッフ
- 監督：井筒和幸
- 原作：西村望「犬死にせしものの墓碑名」
- 脚本：井筒和幸、西岡琢也
- 撮影：藤井秀男
- 美術：下石坂成典
- 編集：谷口登司夫
- 録音：神戸孝憲
- 音楽：武川雅寛
- 音楽プロデューサー：三浦光紀
- 主題歌：桑名晴子＆加川良「愛の輝き」
- 助監督：大谷康之
- 製作者：山本洋、溝口勝美、宮坂進
- プロデューサー：山本勉
- 企画：細越省吾
- 製作協力：大映映像、大映京都撮影所、徳間書店、徳間ジャパン
- 製作：大映、ディレクターズ・カンパニー

### 製作
『映画情報』1983年12月号に「井筒和幸プロデューサー、大森一樹監督で、桑田佳祐のアミューズと大映が提携する『犬死にせしものの墓碑銘』は、海洋もので、瀬戸内海ロケが夏でなければできないから、かなり大幅に延期。大森監督は『井筒さんが自分で監督をやるべきだ』と言っていた」という記事が見られることから小説が発表されてすぐに映画化は決まったと見られる。 

#### 撮影
1985年8月にクランクインしたが、その後撮影が延びに延び、翌1986年正月明けから撮影を再開。1986年1月か、2月クランクアップ。
広島県福山市近辺での瀬戸内海のロケは約半年あり、1985年の10月の撮影では、平田満が一日中海に浸かり、真田広之や佐藤浩市に殴られ続け、水の冷たさもあり体調を悪くした。